# Olympische Sommerspiele 2024/Teilnehmer (Litauen)
| Gelbes Symbol für Goldmedaillen mit stilisierten Olympischen Ringen | Graues Symbol für Silbermedaillen mit stilisierten Olympischen Ringen | Braundes Symbol für Bronzemedaillen mit stilisierten Olympischen Ringen |
| ------------------------------------------------------------------- | --------------------------------------------------------------------- | ----------------------------------------------------------------------- |
| —                                                                   | 2                                                                     | 2                                                                       |

Litauen nahm an den Olympischen Spielen 2024 vom 26. Juli bis zum 11. August 2024 in Paris mit 51 Athleten (27 Männer und 24 Frauen) teil. Es war die insgesamt elfte Teilnahme an Olympischen Sommerspielen.

## Medaillen

### Medaillenspiegel
| Rang   | Sportart   | Gold | Silber | Bronze | Gesamt |
| ------ | ---------- | ---- | ------ | ------ | ------ |
| 1      | Breaking   | –    | 1      | –      | 1      |
| 1      | Diskuswurf | –    | 1      | –      | 1      |
| 3      | Basketball | –    | –      | 1      | 1      |
| 3      | Einer      | –    | -      | 1      | 1      |
| Gesamt | Gesamt     | –    | 2      | 2      | 4      |

### Medaillengewinner
| Name/n                                                                | Sportart       | Wettkampf  |
| --------------------------------------------------------------------- | -------------- | ---------- |
| Silber                                                                |                |            |
| Mykolas Alekna                                                        | Leichtathletik | Diskuswurf |
| Dominika Banevič                                                      | Breaking       | B-Girls    |
| Bronze                                                                |                |            |
| Evaldas Džiaugys Gintautas Matulis Aurelijus Pukelis Šarūnas Vingelis | Basketball     | 3×3        |
| Viktorija Senkutė                                                     | Rudern         | Einer      |

## Teilnehmer nach Sportarten

### Basketball
Beim FIBA Olympic Qualifying Tournament in Debrecen qualifizierten sich die litauischen Männer erstmals für die Olympischen Spiele.

#### 3×3-Basketball
| Wettbewerb       | Männer |
| ---------------- | --- |
| Athleten         | Evaldas Džiaugys Gintautas Matulis Aurelijus Pukelis Šarūnas Vingelis                                                          |
| Gruppenphase     | Lettland (14:21) Frankreich (20:21) Polen (21:12) Vereinigte Staaten (20:18) China (21:16) Niederlande (18:19) Serbien (20:18) |
| Play-in          | Polen (21:15) |
| Halbfinale       | Niederlande (9:20) |
| Spiel um Platz 3 | Lettland (21:14) |
| Rang             | Bronze |

### Beachvolleyball
Über das olympische Qualifikationsranking qualifizierte sich ein litauisches Team bei den Frauen für die Olympischen Spiele.
| Athleten                         | Gruppenphase     | Gruppenphase       | Gruppenphase | Gruppenphase | Achtelfinale  | Achtelfinale  | Viertelfinale | Viertelfinale | Halbfinale    | Halbfinale    | Finale / Platz 3 | Finale / Platz 3 | Rang |
| Athleten                         | Gegner           | Ergebnis           | Punkte       | Rang         | Gegner        | Ergebnis      | Gegner        | Ergebnis      | Gegner        | Ergebnis      | Gegner           | Ergebnis         | Rang |
| -------------------------------- | ---------------- | ------------------ | ------------ | ------------ | ------------- | ------------- | ------------- | ------------- | ------------- | ------------- | ---------------- | ---------------- | ---- |
| Frauen                           |                  |                    |              |              |               |               |               |               |               |               |                  |                  |      |
| Monika Paulikienė Ainė Raupelytė | Stam / Schoon    | 0:2 (19:21, 17:21) | 3            | 4            | ausgeschieden | ausgeschieden | ausgeschieden | ausgeschieden | ausgeschieden | ausgeschieden | ausgeschieden    | ausgeschieden    | 19   |
| Monika Paulikienė Ainė Raupelytė | Solberg / Seixas | 0:2 (13:21, 14:21) | 3            | 4            | ausgeschieden | ausgeschieden | ausgeschieden | ausgeschieden | ausgeschieden | ausgeschieden | ausgeschieden    | ausgeschieden    | 19   |
| Monika Paulikienė Ainė Raupelytė | Hasegawa / Ishii | 0:2 (11:21, 05:21) | 3            | 4            | ausgeschieden | ausgeschieden | ausgeschieden | ausgeschieden | ausgeschieden | ausgeschieden | ausgeschieden    | ausgeschieden    | 19   |

### Breaking
Als Weltmeisterin 2023 qualifizierte sich Dominika Banevič für die olympische Premiere der Sportart.
| Frauen                   |         |   |   |                 |     |            |     |              |     |        |
| Dominika Banevič (Nicka) | B-Girls | 5 | 1 | Zeng Y. Ying Zi | 3:0 | Liu Q. 671 | 2:1 | A. Yuasa Ami | 1:2 | Bronze |

### Kanu

#### Kanurennsport
Bei den Weltmeisterschaften 2023 konnten Quotenplätze in zwei Wettbewerben erreicht werden.
| Athleten                                                           | Wettbewerb | Vorlauf     | Vorlauf | Viertelfinale | Viertelfinale | Halbfinale    | Halbfinale    | A/B-Finale    | A/B-Finale    | Rang |
| Athleten                                                           | Wettbewerb | Zeit        | Rang    | Zeit          | Rang          | Zeit          | Rang          | Zeit          | Rang          | Rang |
| ------------------------------------------------------------------ | ---------- | ----------- | ------- | ------------- | ------------- | ------------- | ------------- | ------------- | ------------- | ---- |
| Männer                                                             |            |             |         |               |               |               |               |               |               |      |
| Andrejus Olijnikas                                                 | K1 1000 m  | 3:38,02 min | 4       | 3:36,72 min   | 4             | ausgeschieden | ausgeschieden | ausgeschieden | ausgeschieden | 20   |
| Mindaugas Maldonis Andrejus Olijnikas                              | K2 500 m   | 1:31,27 min | 4       | 1:30,30 min   | 5             | ausgeschieden | ausgeschieden | ausgeschieden | ausgeschieden | 19   |
| Mindaugas Maldonis Simonas Maldonis Ignas Navakauskas Artūras Seja | K4 500 m   | 1:21,51 min | 3       | 1:21,09 min   | 6             | 1:21,27 min   | 3             | 1:21,13 min   | 5             | 5    |

### Leichtathletik
Laufen und Gehen
| Athleten                  | Wettbewerb | Vorlauf     | Vorlauf | Hoffnungslauf | Hoffnungslauf | Halbfinale    | Halbfinale    | Finale        | Finale        | Rang          |
| Athleten                  | Wettbewerb | Zeit        | Rang    | Zeit          | Rang          | Zeit          | Rang          | Zeit          | Rang          | Rang          |
| ------------------------- | ---------- | ----------- | ------- | ------------- | ------------- | ------------- | ------------- | ------------- | ------------- | ------------- |
| Frauen                    |            |             |         |               |               |               |               |               |               |               |
| Modesta Justė Morauskaitė | 400 m      | 52,00 s     | 4       | 51,33 s       | 4             | ausgeschieden | ausgeschieden | ausgeschieden | ausgeschieden | ausgeschieden |
| Gabija Galvydytė          | 800 m      | 1:59,18 min | 8       | 2:00,66 min   | 4             | ausgeschieden | ausgeschieden | ausgeschieden | ausgeschieden | ausgeschieden |

Springen und Werfen
| Athleten          | Wettbewerb | Qualifikation | Qualifikation | Finale        | Finale        | Rang   |
| Athleten          | Wettbewerb | Weite/Höhe    | Rang          | Weite/Höhe    | Rang          | Rang   |
| ----------------- | ---------- | ------------- | ------------- | ------------- | ------------- | ------ |
| Frauen            |            |               |               |               |               |        |
| Airinė Palšytė    | Hochsprung | 1,88 m        | 15            | ausgeschieden | ausgeschieden | 15     |
| Dovilė Kilty      | Dreisprung | 13,65 m       | 25            | ausgeschieden | ausgeschieden | 25     |
| Diana Zagainova   | Dreisprung | 12,86 m       | 30            | ausgeschieden | ausgeschieden | 30     |
| Ieva Gumbs        | Diskuswurf | 60,37 m       | 22            | ausgeschieden | ausgeschieden | 22     |
| Liveta Jasiūnaitė | Speerwurf  | 58,35 m       | 28            | ausgeschieden | ausgeschieden | 28     |
| Männer            |            |               |               |               |               |        |
| Mykolas Alekna    | Diskuswurf | 67,47 m       | 1             | 69,97 m       | 2             | Silber |
| Andrius Gudžius   | Diskuswurf | 64,07 m       | 10            | 66,55 m       | 8             | 8      |
| Martynas Alekna   | Diskuswurf | 58,66 m       | 28            | ausgeschieden | ausgeschieden | 28     |
| Edis Matusevičius | Speerwurf  | 81,24 m       | 14            | ausgeschieden | ausgeschieden | 14     |

### Moderner Fünfkampf
Durch ihre Platzierung bei den Europaspielen 2023 qualifizierte sich die Olympiasiegerin von 2012 Laura Asadauskaitė für ihre insgesamt fünften Olympischen Spiele. Über das UIPM-Ranking gewann auch Gintarė Venčkauskaitė einen Startplatz.
| Athleten              | Fechten | Fechten | Reiten      | Reiten | Schwimmen | Schwimmen | Laser Run    | Laser Run | Punkte | Rang |
| Athleten              | Bilanz  | Punkte  | Zeit        | Punkte | Zeit      | Punkte    | Zeit         | Punkte    | Punkte | Rang |
| --------------------- | ------- | ------- | ----------- | ------ | --------- | --------- | ------------ | --------- | ------ | ---- |
| Frauen                |         |         |             |        |           |           |              |           |        |      |
| Laura Asadauskaitė    | 16+2    | 205     | 2:24,52 min | 261    | 57,86 s   | 293       | 11:32,07 min | 608       | 1369   | 16   |
| Gintarė Venčkauskaitė | 16+0    | 205     | 2:18,16 min | 274    | 58,98 s   | 300       | 11:00,31 min | 640       | 1419   | 7    |

### Radsport

#### Bahn
Über die jeweiligen Ranglisten konnten sich litauische Bahnradsportler für drei Wettbewerbe qualifizieren.
| Athleten          | Wettbewerb | Rang | Details |
| ----------------- | ---------- | ---- | --- |
| Frauen            |            |      | |
| Olivija Baleišytė | Omnium     | 11   | Scratch: 28 Temporennen: 14 Ausscheidungsfahren: 16 Punktefahren: 22                                                                         |
| Männer            |            |      | |
| Vasilijus Lendel  | Sprint     | 15   | Qualifikation: 9,581 s 1/32-Finale: 9,933 s +0,122 s Hoffnungslauf: 9,842 s 1/16-Finale: 9,477 s + 0,862 s Hoffnungslauf: 10,064 s + 0,044 s |
| Vasilijus Lendel  | Keirin     | 23   | |

#### Straße
Über die UCI-Straßen-Weltrangliste nach Nationen der Frauen erhielt Litauen einen Startplatz im Straßenrennen der Frauen.
| Athleten       | Wettbewerb    | Zeit      | Rang |
| -------------- | ------------- | --------- | ---- |
| Frauen         |               |           |      |
| Rasa Leleivytė | Straßenrennen | 4:04:23 h | 20   |

### Reiten
Im Dressur- und Vielseitigkeitsreiten konnte jeweils ein Startplatz über die Rangliste der Gruppe C (Zentral- und Osteuropa, Zentrales Asien) erreicht werden.

#### Dressurreiten
| Athleten          | Wettbewerb | Prozent / Punkte           | Prozent / Punkte | Prozent / Punkte | Rang |
| Athleten          | Wettbewerb | Grand Prix (Qualifikation) | GP Spécial       | GP Kür           | Rang |
| ----------------- | ---------- | -------------------------- | ---------------- | ---------------- | ---- |
| Justina Vanagaitė | Einzel     | 69,208                     | —                | ausgeschieden    | 38   |

#### Vielseitigkeitsreiten
| Athleten         | Wettbewerb | Minuspunkte Springen | Minuspunkte Gelände | Minuspunkte Dressur | Minuspunkte Gesamt | Rang |
| ---------------- | ---------- | -------------------- | ------------------- | ------------------- | ------------------ | ---- |
| Andrius Petrovas | Einzel     | WD                   | —                   | —                   | —                  | ―    |

### Ringen
Beim europäischen Qualifikationsturnier in Baku konnte ein Quotenplatz in der Klasse bis 97 kg im griechisch-römischen Stil gewonnen werden.

#### Griechisch-römischer Stil
Legende: G = Gewonnen, V = Verloren, S = Schultersieg
| Athleten             | Wettbewerb        | Achtelfinale      | Achtelfinale | Viertelfinale | Viertelfinale | Halbfinale    | Halbfinale    | Hoffnungsrunde Halbfinale | Hoffnungsrunde Halbfinale | Hoffnungsrunde Finale | Hoffnungsrunde Finale | Finale        | Finale        | Rang |
| Athleten             | Wettbewerb        | Gegner            | Ergebnis     | Gegner        | Ergebnis      | Gegner        | Ergebnis      | Gegner                    | Ergebnis                  | Gegner                | Ergebnis              | Gegner        | Ergebnis      | Rang |
| -------------------- | ----------------- | ----------------- | ------------ | ------------- | ------------- | ------------- | ------------- | ------------------------- | ------------------------- | --------------------- | --------------------- | ------------- | ------------- | ---- |
| Frauen               |                   |                   |              |               |               |               |               |                           |                           |                       |                       |               |               |      |
| Gabija Dilytė        | Klasse bis 50 kg  | A. Cardozo        | G 6:0        | Y. Guzmán     | V 0:10        | ausgeschieden | ausgeschieden | ausgeschieden             | ausgeschieden             | ausgeschieden         | ausgeschieden         | ausgeschieden | ausgeschieden | 7    |
| Männer               |                   |                   |              |               |               |               |               |                           |                           |                       |                       |               |               |      |
| Mindaugas Venckaitis | Klasse bis 97 kg  | Ü. Dschussupbekow | V 1:5        | ausgeschieden | ausgeschieden | ausgeschieden | ausgeschieden | ausgeschieden             | ausgeschieden             | ausgeschieden         | ausgeschieden         | ausgeschieden | ausgeschieden | 13   |
| Mantas Knystautas    | Klasse bis 130 kg | O. Assad          | G 9:0        | Meng L.       | V 1:1         | ausgeschieden | ausgeschieden | ausgeschieden             | ausgeschieden             | ausgeschieden         | ausgeschieden         | ausgeschieden | ausgeschieden | 7    |

### Rudern
Bei der ersten Phase der Qualifikation, den Weltmeisterschaften 2023, konnten sich vier litauische Boote für Paris qualifizieren. Im Zweier ohne Steuermann gelang die Qualifikation bei der finalen Qualifikationsregatta in Luzern.
| Athleten                             | Wettbewerb             | Vorlauf     | Vorlauf | Vorlauf        | Hoffnungslauf / Viertelfinale | Hoffnungslauf / Viertelfinale | Hoffnungslauf / Viertelfinale | Halbfinale    | Halbfinale    | Halbfinale    | Finale        | Finale        | Rang   |
| Athleten                             | Wettbewerb             | Zeit        | Rang    | Qualifikation  | Zeit                          | Rang                          | Qualifikation                 | Zeit          | Rang          | Qualifikation | Zeit          | Rang          | Rang   |
| ------------------------------------ | ---------------------- | ----------- | ------- | -------------- | ----------------------------- | ----------------------------- | ----------------------------- | ------------- | ------------- | ------------- | ------------- | ------------- | ------ |
| Frauen                               |                        |             |         |                |                               |                               |                               |               |               |               |               |               |        |
| Viktorija Senkutė                    | Einer                  | 7:30,01 min | 1       | Viertelfinale  | 7:33,35 min                   | 1                             | Halbfinale A/B                | 7:19,15 min   | 2             | A-Finale      | 7:20,85 min   | 3             | Bronze |
| Ieva Adomavičiūtė Kamilė Kralikaitė  | Zweier ohne Steuerfrau | 7:22,53 min | 2       | Halbfinale A/B | ―                             | ―                             | ―                             | 7:19,27 min   | 3             | A-Finale      | 7:05,34 min   | 5             | 5      |
| Donata Karalienė Dovilė Rimkutė      | Doppelzweier           | 6:59,62 min | 4       | Hoffnungslauf  | 7:15,00 min                   | 4                             | ausgeschieden                 | ausgeschieden | ausgeschieden | ausgeschieden | ausgeschieden | ausgeschieden | 13     |
| Männer                               |                        |             |         |                |                               |                               |                               |               |               |               |               |               |        |
| Giedrius Bieliauskas                 | Einer                  | 7:00,96 min | 3       | Viertelfinale  | 6:51,80 min                   | 2                             | Halbfinale                    | 7:09,29 min   | 6             | B-Finale      | 6:56,39 min   | 4             | 16     |
| Domantas Stankūnas Dovydas Stankūnas | Zweier ohne Steuermann | 6:44,59 min | 3       | Halbfinale     | ―                             | ―                             | ―                             | 6:43,60 min   | 5             | B-Finale      | 6:25,94 min   | 2             | 6      |

### Schwimmen
| Athleten                                                       | Wettbewerb         | Vorlauf     | Vorlauf | Halbfinale    | Halbfinale    | Finale        | Finale        | Rang |
| Athleten                                                       | Wettbewerb         | Zeit        | Rang    | Zeit          | Rang          | Zeit          | Rang          | Rang |
| -------------------------------------------------------------- | ------------------ | ----------- | ------- | ------------- | ------------- | ------------- | ------------- | ---- |
| Frauen                                                         |                    |             |         |               |               |               |               |      |
| Rūta Meilutytė                                                 | 100 m Brust        | 1:06,34 min | 9       | 1:06,89 min   | 11            | ausgeschieden | ausgeschieden | 11   |
| Kotryna Teterevkova                                            | 100 m Brust        | 1:06,76 min | 15      | 1:07,48 min   | 16            | ausgeschieden | ausgeschieden | 16   |
| Kotryna Teterevkova                                            | 200 m Brust        | 2:24,59 min | 10      | 2:23,42 min   | 7             | 2:23,75 min   | 5             | 5    |
| Männer                                                         |                    |             |         |               |               |               |               |      |
| Danas Rapšys                                                   | 100 m Freistil     | 48,53 s     | 20      | ausgeschieden | ausgeschieden | ausgeschieden | ausgeschieden | 20   |
| Danas Rapšys                                                   | 200 m Freistil     | 1:45,91 min | 2       | 1:45,48 min   | 6             | 1:45,46 min   | 5             | 5    |
| Danas Rapšys                                                   | 400 m Freistil     | 3:46,27 min | 10      | ausgeschieden | ausgeschieden | ausgeschieden | ausgeschieden | 10   |
| Andrius Šidlauskas                                             | 100 m Brust        | 1:00,29 min | 20      | ausgeschieden | ausgeschieden | ausgeschieden | ausgeschieden | 20   |
| Aleksas Savickas                                               | 200 m Brust        | 2:11,53 min | 19      | ausgeschieden | ausgeschieden | ausgeschieden | ausgeschieden | 19   |
| Tomas Lukminas Tomas Navikonis Danas Rapšys Andrius Šidlauskas | 4 × 200 m Freistil | 7:16,61 min | 15      | ausgeschieden | ausgeschieden | ausgeschieden | ausgeschieden | 15   |

### Segeln
Bei der ILCA-Europameisterschaft 2024 in Athen konnte ein Startplatz im Laser Radial erreicht werden. Bei der Last Chance Regatta sicherte sich Litauen einen weiteren Quotenplatz.
| Athleten            | Wettbewerb        | Qualifikation | Qualifikation | Medal Race    | Medal Race    | Punkte | Rang |
| Athleten            | Wettbewerb        | Punkte        | Rang          | Punkte        | Rang          | Punkte | Rang |
| ------------------- | ----------------- | ------------- | ------------- | ------------- | ------------- | ------ | ---- |
| Frauen              |                   |               |               |               |               |        |      |
| Viktorija Andrulytė | Laser Radial      | 236           | 31            | ausgeschieden | ausgeschieden | 236    | 31   |
| Männer              |                   |               |               |               |               |        |      |
| Rytis Jasiūnas      | Windsurfen iQFoiL | 185           | 17            | ausgeschieden | ausgeschieden | 185    | 17   |

### Turnen
Über die Weltcupwertung am Reck erhielt Robert Tvorogal einen Quotenplatz für das Gerätturnen der Männer.

#### Gerätturnen
| Athleten        | Wettbewerb | Qualifikation | Qualifikation | Finale        | Finale        | Rang |
| Athleten        | Wettbewerb | Punkte        | Rang          | Punkte        | Rang          | Rang |
| --------------- | ---------- | ------------- | ------------- | ------------- | ------------- | ---- |
| Männer          |            |               |               |               |               |      |
| Robert Tvorogal | Barren     | 13,166        | 55            | ausgeschieden | ausgeschieden | 55   |
| Robert Tvorogal | Reck       | 13,833        | 18            | ausgeschieden | ausgeschieden | 18   |